# جورج بولوك
جورج بولوك (بالإنجليزية: George Pollock)‏ (و. 1907 – 1979 م) هو مخرج أفلام بريطاني، ولد في ليستر، توفي عن عمر يناهز 72 عاماً.

## وصلات خارجية
- جورج بولوك على موقع IMDb (الإنجليزية)
- جورج بولوك على موقع ألو سيني (الفرنسية)
- جورج بولوك على موقع أول موفي (الإنجليزية)
- جورج بولوك على موقع قاعدة بيانات الأفلام السويدية (السويدية)
- جورج بولوك على موقع قاعدة بيانات الفيلم (الإنجليزية)
- جورج بولوك على موقع كينوبويسك (الروسية)